# Niviventer rapit
Niviventer rapit là một loài động vật có vú trong họ Chuột, bộ Gặm nhấm. Loài này được Bonhote mô tả năm 1903.
Loài này sinh sống ở Malaysia và Indonesia.